# Trouy
Trouy is een gemeente in het Franse departement Cher (regio Centre-Val de Loire). De gemeente telde 4.034 inwoners op 1 januari 2022. De plaats maakt deel uit van het arrondissement Bourges.

## Geografie
De oppervlakte van Trouy bedroeg op 1 januari 2022 23,19 vierkante kilometer; de bevolkingsdichtheid was toen 174 inwoners per km².
De gemeente bestaat uit twee kernen: Trouy Bourg in het zuiden en Trouy Nord in het noorden dat aansluit bij het stedelijk gebied van Bourges. De kernen liggen vier kilometer van elkaar verwijderd en worden van elkaar gescheiden door de autosnelweg A71.
De onderstaande kaart toont de ligging van Trouy met de belangrijkste infrastructuur en aangrenzende gemeenten.

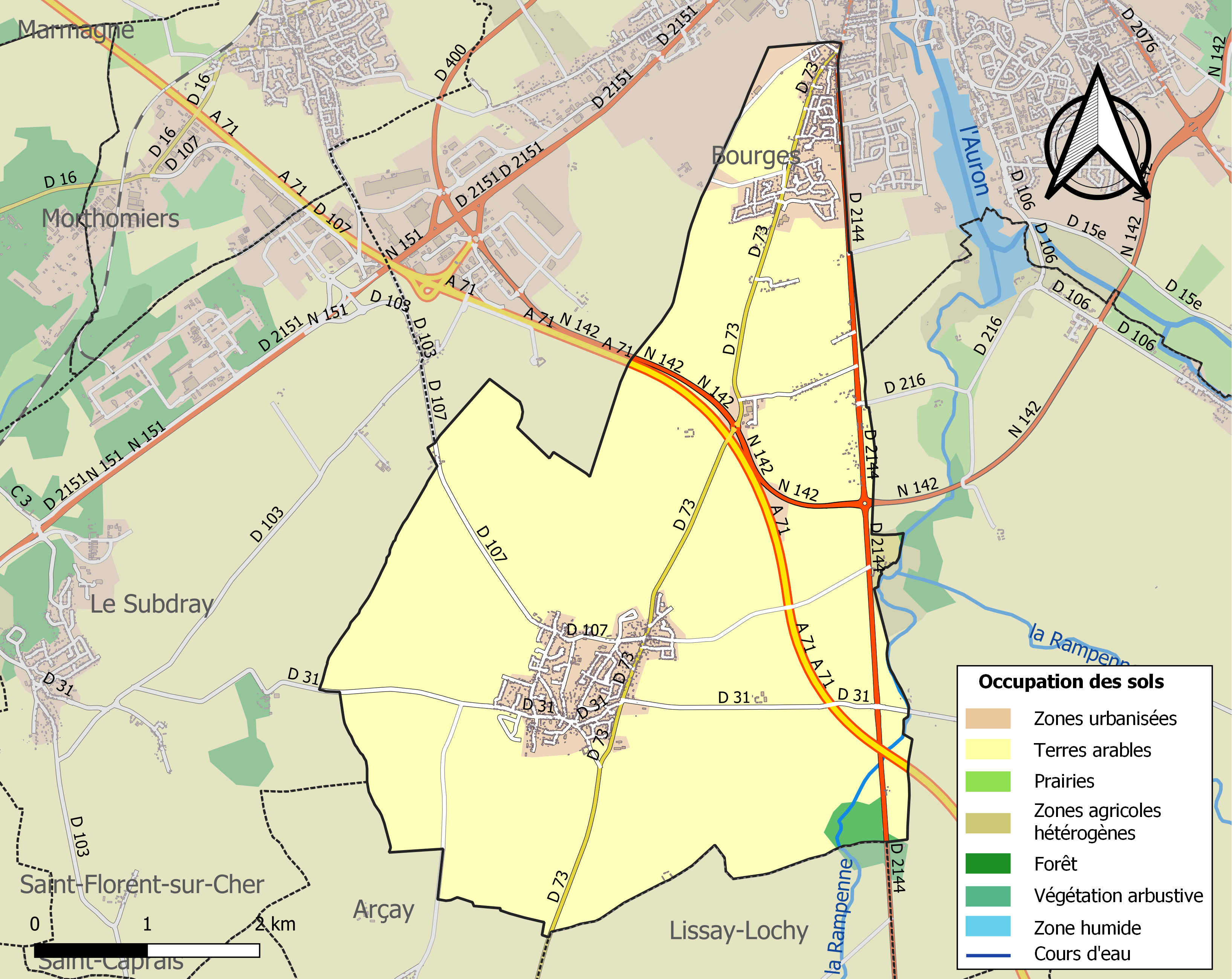

## Demografie
Onderstaande figuur toont het verloop van het inwonertal (bron: INSEE-tellingen).